# Santuario dei Moglietti
Il santuario dei Moglietti (in piemontese Muijeit) è un santuario situato nel comune di Coggiola dedicato alla Madonna delle Grazie. È collocato in posizione isolata nei boschi a nord-est del capoluogo, nei pressi del confine con il comune di Pray ed a poco più di un km di distanza dalla sede comunale di Caprile.

## Storia
Il luogo su cui sorge era un tempo acquitrinoso, donde il nome muijeit che in piemontese ha questo significato. La località è anche chiamata della battaglia perché, secondo una tradizione locale, vi si sarebbe svolto uno scontro armato nel quale gli abitanti di Coggiola avrebbero avuto la meglio sui fedeli di Fra Dolcino.
Il santuario fu costruito a partire al 1888 ampliando una precedente piccola cappella votiva risalente al XVIII secolo.

## Descrizione
Attualmente il santuario è costituito da una piccola chiesa, con abside, porticato, campanile e un piccolo romitorio. L'antico pilone votivo all'origine del santuario, recante una immagine della Madonna con in braccio il bambino Gesù, è tuttora inglobato nell'edificio sacro. Davanti al santuario sorge una fontana in stile biellese con vari mestoli metallici attaccati con catene al pilone in pietra lavorata dal quale sgorga l'acqua.
All'interno della chiesa sono esposti numerosi ex-voto donati al santuario in ricordo delle grazie ottenute dagli abitanti della zona.
Ogni anno il 2 di luglio si celebra la festa del santuario.

## Escursionismo
Il santuario dei Moglietti, che sorge a 630 metri di quota, può essere raggiunto con un tratto di strada sterrata dalla vicina frazione Fervazzo. È inoltre tra gli edifici religiosi collegati dai percorsi escursionistico-devozionali CoEUR e Cammino di San Carlo. A breve distanza dal santuario si trova il Rifugio Moglietti.